# Kinwągi
Kinwągi (deutsch Kinnwangen) ist ein Ort in der polnischen Woiwodschaft Ermland-Masuren. Er gehört zur Gmina Sępopol (Stadt- und Landgemeinde Schippenbeil) im Powiat Bartoszycki (Kreis Bartenstein).

## Geographische Lage
Kinwągi liegt in der nördlichen  Mitte der Woiwodschaft Ermland-Masuren, 16 Kilometer südöstlich der Kreisstadt Bartoszyce (deutsch Bartenstein).

## Geschichte
Der Gutsort Kynnewangen wurde 1419 erstmals erwähnt und vor 1454 Kinelborg, nach 1454 Kynewang, nach 1472 Kinwangen und nach 1785 Künwangen genannt. Am 11. Juni 1874 wurde der Gutsbezirk Kinnwangen in den neu gebildeten Amtsbezirk Wöterkeim (polnisch Wiatrowiec) im ostpreußischen Kreis Friedland (er wurde 1927 in „Kreis Bartenstein“ umbenannt) eingegliedert. Im Jahre 1910 zählte Kinnwangen 93 Einwohner.
Am 30. September 1928 gab Kinnwangen seine Eigenständigkeit auf, als es sich mit den Nachbargutsbezirken Schmirdtkeim (polnisch Śmiardowo) und Paßlack (polnisch Pasławki) zur neuen Landgemeinde Paslack, nun aber im Amtsbezirk Rosenort (polnisch Różyna), zusammenschloss.
Als 1945 in Kriegsfolge das gesamte südliche Ostpreußen an Polen abgetreten werden musste, erhielt Kinnwangen die polnische Namensform „Kinwągi“. Das Dorf ist heute eine Ortschaft im Verbund der Stadt- und Landgemeinde Sępopol (Schippenbeil) im Powiat Bartoszyce (Kreis Bartenstein), von 1975 bis 1998 der Woiwodschaft Olsztyn, seither der Woiwodschaft Ermland-Masuren zugehörig. Im Jahre 2021 zählte Kinwągi 51 Einwohner.

## Kirche
Bis 1945 war Kinnwangen in die evangelische Kirche Schippenbeil in der Kirchenprovinz Ostpreußen der Kirche der Altpreußischen Union, außerdem in die römisch-katholische Kirche St. Bruno in Bartenstein im damaligen Bistum Ermland eingepfarrt.
Heute gehört Kinwągi zur katholischen Pfarrei Łabędnik (Groß Schwansfeld) im jetzigen Erzbistum Ermland, sowie zur evangelischen Kirche in Bartoszyce, einer Filialkirche von Kętrzyn (Rastenburg) in der Diözese Masuren der Evangelisch-Augsburgischen Kirche in Polen.

## Verkehr
Kinwągi liegt an einer Nebenstraße, die Różyna (Rosenort) nach Śmiardowo (Schmirdtkeim) führt. Nebenstraßen verbinden Kinąagi außerdem mit der Stadt Sępopol (Schippenbeil) und dem schon zur Gmina Korsze (Landgemeinde Korschen) gehörenden Dorf Studzieniec (Wormen).
Studzieniec war bis 2002 die nächste Bahnstation an der Bahnstrecke Głomno–Białystok. Vor 1945 führte sie von Königsberg (Preußen) (russisch Kaliningrad) bis nach Prostken (polnisch Prostki). Der Streckenabschnitt von Korsze (Korschen) bis zur polnisch-russischen Staatsgrenze wird seit 2002 offiziell nicht mehr befahren.